# Dima Moussa
Dima Moussa (Homs,1978) es una abogada, feminista y política siria; miembro de la oposición política siria fue vicepresidenta de la Coalición Nacional para  Fuerzas Revolucionarias y de Oposición Sirias desde mayo de 2018 hasta julio de 2020, y luego nuevamente en septiembre de 2023.

## Primeros años y educación
Moussa nació en Alepo, hija de Margaret y Naim, ingeniero eléctrico, tiene un hermano y su familia es originaria de Homs.  Procedente de una familia musulmana sunita,abandonó Siria con sus padres en los años noventa, cuando ella tenía 15 años, debido a las prácticas del régimen de Hafez al-Assad. Algunos miembros de su familia extensa vivieron en Homs hasta 2012, cuando tuvieron que huir debido a la ofensiva lanzada por las fuerzas gubernamentales durante la guerra civil siria.
Es licenciada en Ingeniería eléctrica por la Universidad de Illinois en Urbana-Champaign y un Doctora en Derecho por la Universidad DePaul.

## Carrera
Moussa es abogada colegiada en Estados Unidos y ejerció la abogacía en ese país hasta finales de 2012. Políticamente se la considera una "feminista liberal". Mientras estudiaba Derecho, trabajó como voluntaria en el Human Right Law de la Universidad DePaul, entre 2005 y 2006, centrándose en los derechos de las mujeres árabes. Comenzó a trabajar con activistas sirios tras el inicio del levantamiento sirio en 2011 y se convirtió  en miembro de la oposición siria  ese mismo año. En 2011, fue portavoz del Consejo Revolucionario de Homs, un grupo de activistas políticos y de la sociedad civil.
Fue miembro fundador del Consejo Nacional Sirio. En 2014, fue portavoz del grupo activista Homs Quarters Union sobre las condiciones catastróficas y las violaciones de los derechos humanos durante el asedio impuesto a esta ciudad, señalando que la ayuda humanitaria no había llegado a la ciudad en los últimos dos años.En octubre de 2016 se unió a la Coalición Nacional para las Fuerzas Revolucionarias y de Oposición Sirias. Es miembro fundador del Movimiento Político de Mujeres Sirias, creado en octubre de 2017,  y formó parte de su Secretaría General desde su fundación hasta mediados de 2020
Moussa participó en el Convoy de Conciencia, en mayo de 2018, cuyo objetivo era arrojar luz sobre los abusos contra los derechos humanos de las mujeres en Siria, en particular el de las mujeres detenidas por el gobierno.En 2018, coincidiendo con el Día Internacional de la Mujer, hizo un llamamiento a las mujeres de todo el mundo para que participaran en sentadas para poner de relieve el sufrimiento de las mujeres sirias bajo el régimen de Assad y señaló los continuos asesinatos, detenciones, secuestros y violaciones de mujeres producidos en Siria.Moussa fue elegida vicepresidenta de la Coalición Nacional Siria junto con Abdel Basset Hamo y Bader Jamous en mayo de 2018, bajo la presidencia de Abdurrahman Mustafa. Desempeñó este cargo hasta julio de 2020.
En junio de 2018, participó en una campaña contra la implementación de la Ley Nº10 de Assad que afectaba a los derechos de propiedad en Siria y suponía una herramienta adicional para impedir que los refugiados regresaran a sus hogares, lo que demostraba que el gobierno "no se tomaba en serio" la participar en la transición.
Moussa fue miembro del grupo de redacción del Comité Constitucional Sirio, que se formó en octubre de 2019. 